# 발레카스텔라나
발레카스텔라나(이탈리아어: Valle Castellana)는 이탈리아 아브루초주 테라모도에 위치한 코무네다. 그란 사소 에 몬티 델라 라가 국립 공원에 위치해있다.

## 지리
마을의 명칭은 마르케주에 있는 아스콜리피체노 북쪽으로 흐르는 강인 카스텔라나강에서 전래되었다. 여기서 카스텔라나강은 아드리아해로 빠져나가기 전에 트론토강과 만난다.

## 역사
일부 학자들은 카스텔라나(카스텔라노) 강이 단테의 신곡에서 만프레디가 묻혔다고 주장하는 "피우메 베르데(Fiume Verde, 베르데강)"이라고 주장한다.